# Leucania atrisignata
Leucania atrisignata là một loài bướm đêm trong họ Noctuidae.